# Фармінгтон (Кентуккі)
Фармінгтон (англ. Farmington) — переписна місцевість (CDP) в США, в окрузі Ґрейвс штату Кентуккі. Населення — 234 особи (2020).

## Географія
Фармінгтон розташований за координатами 36°40′9″ пн. ш. 88°31′43″ зх. д. / 36.66917° пн. ш. 88.52861° зх. д. (36.669248, -88.528572).  За даними Бюро перепису населення США в 2010 році переписна місцевість мала площу 4,01 км², з яких 3,97 км² — суходіл та 0,04 км² — водойми.

## Демографія
Згідно з переписом 2010 року, у переписній місцевості мешкало 245 осіб у 104 домогосподарствах у складі 71 родини. Густота населення становила 61 особа/км².  Було 108 помешкань (27/км²).
Расовий склад населення:
| - 97,6 % — білих - 0,4 % — вихідців з тихоокеанських островів - 0,4 % — азіатів |

До двох чи більше рас належало 1,2 %. Частка іспаномовних становила 0,4 % від усіх жителів.
За віковим діапазоном населення розподілялося таким чином: 24,5 % — особи молодші 18 років, 61,2 % — особи у віці 18—64 років, 14,3 % — особи у віці 65 років та старші. Медіана віку мешканця становила 37,1 року. На 100 осіб жіночої статі у переписній місцевості припадало 96,0 чоловіків;  на 100 жінок у віці від 18 років та старших — 103,3 чоловіків також старших 18 років.
За межею бідності перебувало 15,1 % осіб, у тому числі 100,0 % дітей у віці до 18 років та 0,0 % осіб у віці 65 років та старших.
Цивільне працевлаштоване населення становило 62 особи. Основні галузі зайнятості: освіта, охорона здоров'я та соціальна допомога — 54,8 %, роздрібна торгівля — 14,5 %, виробництво — 11,3 %, публічна адміністрація — 9,7 %.